# Árran
Árran est un centre sâme de Lule situé à Drag, un village de la municipalité de Tysfjord, dans le comté de Nordland, en Norvège.    
Le centre a été créé en 1994 pour promouvoir et promouvoir la langue et la culture sâme de Lule. Pour ce faire, il organise des cours sur site et des conférences vidéo en sâme de Lule, publie des livres et effectue des recherches. Le centre abrite notamment un musée et une boutique de souvenirs. L'un des principaux projets auxquels il a participé est le cours en ligne Sámasta sur le sâme de Lule. Il publiera bientôt un dictionnaire norvégien - sâme de Lule. 
Depuis 1999, Árran publie la revue scientifique populaire Bårjås, qui est publiée en sâme de Lule et en norvégien / suédois. Ces derniers articles ont des résumés du sujet en sâme de Lule. 